# Eva Urevc
Eva Urevc, slovenska smučarska tekačica, * 2. november 1995, Jesenice.
Urevčeva je v svetovnem pokalu debitirala 16. januarja 2016 na tekmi v Planici. 11. decembra 2016 je s 30. mestom na šprintu v Davosu prvič osvojila točke svetovnega pokala.
Februarja 2022 je debitirala na zimskih olimpijskih igrah v Pekingu. Nastopila je v ženskem sprintu in končala v kvalifikacijah na 46. mestu.